# 하시구치 다카시
하시구치 다카시(橋口 隆志)는 일본의 만화가이다. 1967년 6월 2일 생으로, 일본 도쿄도 출신이다. 대표작으로 따끈따끈 베이커리가 있다.